# Neteja

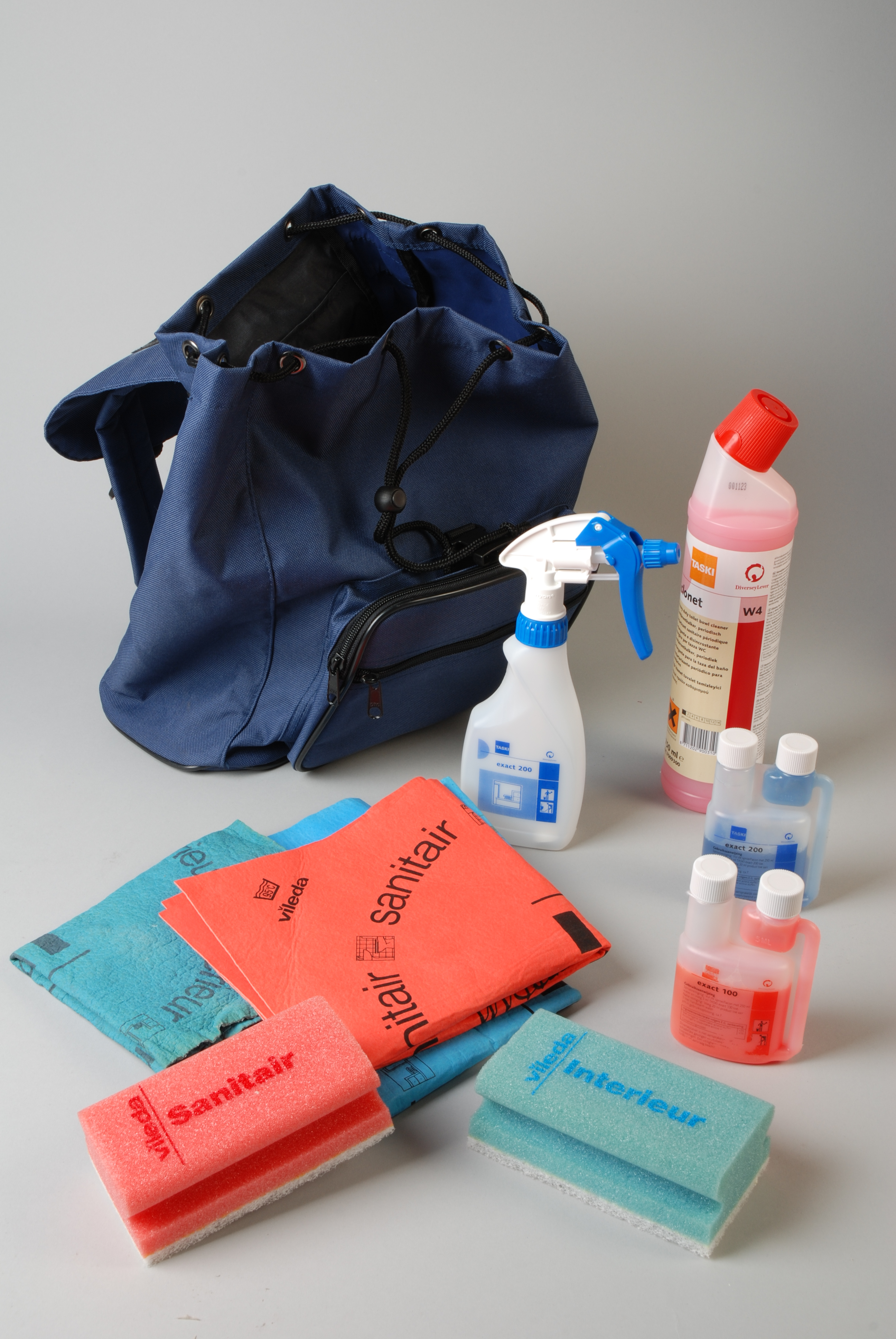
Diferents productes i subministraments per a la neteja.

La neteja és l'acció i l'efecte de netejar algun objecte, cos o lloc i amb això retirar brutícia, incloent pols, taques, males olors i deixalles. El propòsit de la neteja és la salut, bellesa, absència d'olors ofensives, evitar escampar brutícia i contaminants a un mateix i als altres. En el cas dels objectes de vidre com finestres o parabrises, el propòsit pot ser també la transparència.
La neteja personal és molt important en la vida quotidiana, ja que sense ella es poden contraure malalties causades per agents patògens, tant biològics com abiòtics.
Un lloc està net quan no hi ha cap tipus de brutícia i per aconseguir això s'utilitzen diferents tècniques que poden ser: rentat, desinfecció i/o esterilització.

## Detersió
L'acció d'eliminar la brutícia s'anomena detersió, netejar o fer neteja, atès que per poder conseguir una neteja total cal eliminar tota mena de brutícia.
El propòsit de la detersió és disminuir o exterminar els microorganismes a la pell o en algun objecte, és a dir, en objectes animats o inanimats, evitant també olors desagradables.

## Mètodes de neteja
El rentat és una de les maneres d'aconseguir la neteja, usualment amb aigua més algun tipus de sabó, detergent o lleixiu. En temps més recents, des de la teoria microbiana de la malaltia, també es refereix a l'absència de gèrmens.
A la indústria, certs processos, com els relacionats amb la manufactura de circuits integrats, requereixen condicions excepcionals de neteja que són aconseguides mitjançant el treball en sales blanques.

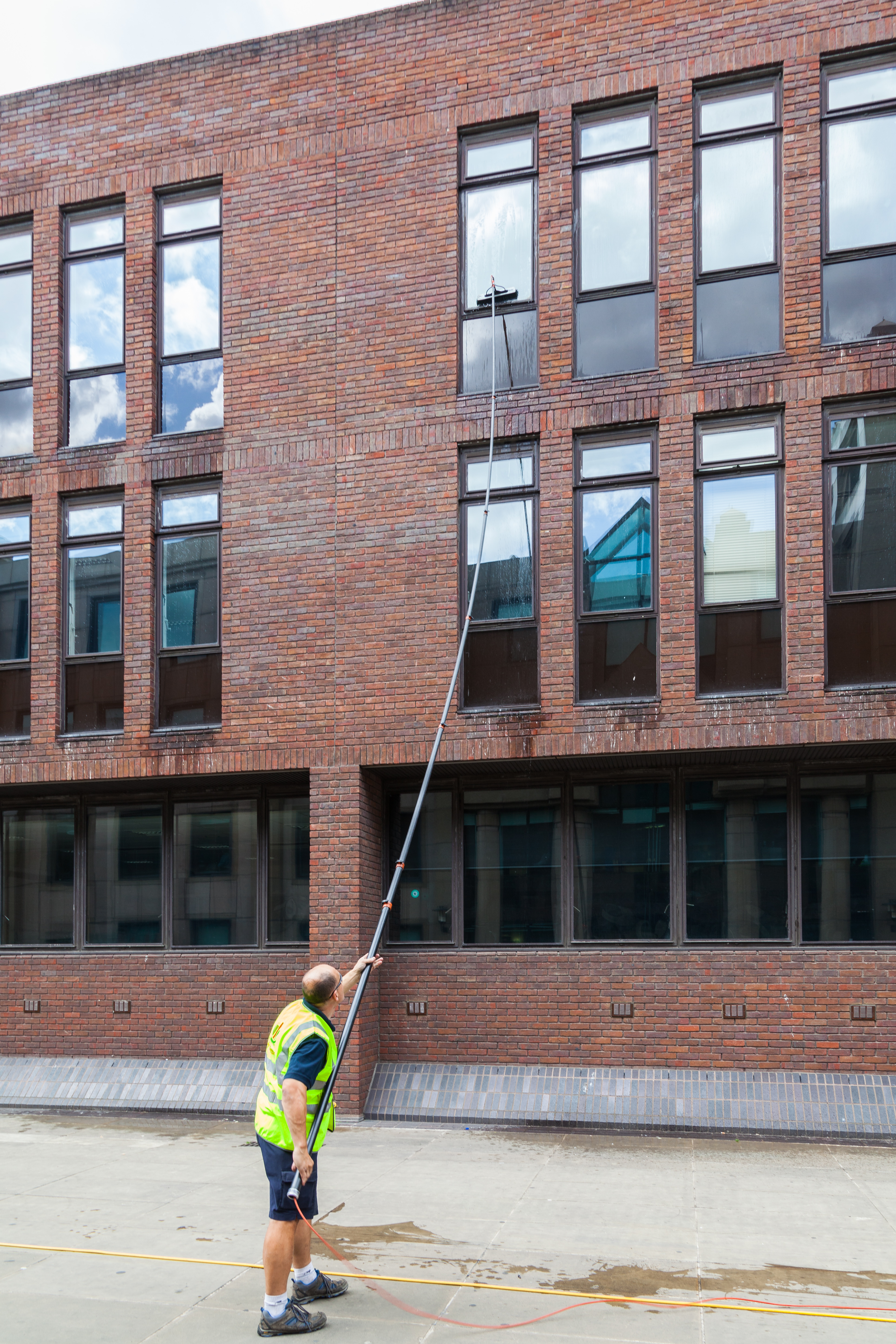
Home netejant finestres a Londres, Anglaterra.

El rentat és una activitat mecànica i després cal aclarir acuradament els objectes per eliminar les restes de productes químics i, a continuació, assecar-los.
La desinfecció consisteix a eliminar gran part dels microorganismes patògens que es troben a la superfície, s'ha de fer després de la neteja per garantir que no hi hagi materials orgànics. Es duu a terme mitjançant activitats químiques i/o d'escalfament. La desinfecció és essencial per prevenir que es propaguin malalties, grips o infeccions, com ens va ensenyar la pandèmia de COVID19.
L' esterilització és un procés que elimina completament tots els microorganismes, incloent-hi les espores, per garantir un ambient completament lliure de gèrmens. Aquest procés s'ha de fer després de la neteja i desinfecció. L'esterilització es pot aconseguir mitjançant mètodes mecànics, com l'ús de vapor, o químics.